# هاياو ميازاكي
هاياو ميازاكي (باليابانية: 宮崎 駿) (ولد في 5 يناير 1941) هو فنان ومؤلف ومخرج سينمائي ومنتج أفلام ياباني، أحد أشهر مخرجي ورسامي الرسوم المتحركة اليابانية، لاقت أعماله أصدءاً عالمية أكثر من أي مخرج أنمي آخر خاصة بعد تعاونه مع شركة والت ديزني في أعماله الأخيرة. بدأ العمل عام 1961 في إستوديو توي دوقا (Toei Douga)، ثم انتقل إلى عدة استوديوهات أخرى إلى أن بدأ مزاولة الإخراج في أول مسلسل كرتوني له عدنان ولينا عام 1978. أسس شركة خاصة به اسمها إستوديو غيبلي (باليابانية:スタジオジブリ) وحاز على شهرته في الغرب بعد فيلمة الأميرة مونونوكي ثم في عام 2001 زادت شهرته بعد عمله المخطوفة الذي حاز على أوسكار أفضل فيلم رسوم متحركة والذي يعتبر أفضل أعماله، وفاز فيلمه الاخير كيف تعيش؟ بجائزة الأوسكار الثانية له، تمتاز أعمال ميازاكي ببساطتها وتركيزها على الإنسان ودمج الطبيعة بالتكنولوجيا.

## حياته
ولد هايو ميازاكي في الخامس من يناير عام 1941 ميلادي في العاصمة طوكيو وفي عام 1944 انتقلت عائلته إلى مدينة كانوما الريفية، عاش طفولته أثناء الحرب التي خاضتها اليابان مع الولايات المتحدة، مما ترك أثرا بالغا في أعماله التي تميزت بنبذ الحروب، ومما أثر في أعماله أيضا أن أباه وعمه كانا يعملان في تصميم الطائرات وقد جرب ذلك بنفسه، وجاءت أعماله مليئة بتصاميم الطائرات المقاتلة.
التحق «مايازاكي» بعد المدرسة بجامعة «غاكوشاين» اليابانية -إن صحت التهجئة- ليتخرج عام 1963 بعد أن نال بكالوريوس في العلوم السياسية والاقتصادية، إلا أنه كان خلال المرحلة الجامعية عضوا في نادي «أدب الأطفال» مما جعله، بالإضافة لكونه رساما، يلتحق بالمجال الفني من خلال عدد من الشركات التي قدمت عددا من أشهر المسلسلات الرسومية.
ما بين العامين 1947 و1955 كانت أمه تعاني من مرض في الحبل الشوكي أقعدها طريحة الفراش لمدة تسع سنوات.
في عام 1973 ميلادي توجه هو ورفيق مشواره الفني المخرج إيساو تاكاهاتا إلى سويسرا لهدف تحديد ومشاهدة الأماكن التي ألهمتهم في العمل «هايدي فتاة الألب» وقد عمل ميازاكي كرسام مصمم ومنظم للمشاهد وتشارك في الإخراج مع تاكاهاتا.
في عام 1975 توجه هو وتاكاهاتا أيضا إلى أماكن محدده في إيطاليا والأرجنتين وذلك من أجل إنتاج العمل «ثلاثة آلاف ميل في البحث عن أم» ماركو
يقال بأن الأماكن في العمل كما كانت على الطبيعة هناك
في عام 1978 قام بكتابة ورسم وإخراج أول مسلسل كرتوني خاص به «كونان فتى المستقبل» عدنان ولينا وكان نجاحه مذهلا حقا فقد تمت دبلجته إلى معظم لغات العالم ومن بينها اللغة العربية، حيث قام بدبلجته مؤسسة البرامج المشتركة لدول الخليج العربي وهي جهة حكومية خليجية تابعة لمجلس التعاون الخليجي في مطلع الثمانينات ليستمر بثه بشكل مكثف على الشاشات العربية، ولا يزال حتى الآن يذكر على أنه أفضل مسلسل رسومي لدى كثير من العرب.
في عام 1979 قام بكتابة ورسم وإخراج أول فيلم له «لوبين الثالث: قلعة كاجليسترو»
في عام 1983 هنا بدأ المشوار الحقيقي لهايو ميازاكي
ففي نفس العام قام بكتابة رسم وإخراج واحدا من أروع أفلامه ناوسيكا أميرة وادي الرياح (باليابانية:風の谷のナウシカ, كازي نو تاني نو ناوشيكا)
وبعد أن قدم عددا من أنجح الأفلام أنشأ شركته الخاصة «إستوديو غيبلي» ليستمر في إنتاج عدد من الأفلام التي حققت مبيعات قياسية حول العالم، ففي اليابان كان فيلم «الأميرة مونونوكي» أول فيلم يحقق 1.7 مليار ين ياباني عند إطلاقه، وقد حاز على جوائز عديدة أهمها كانت جائزة الأكاديمية اليابانية لأفضل فيلم ذلك العام، لكن وعلى نحو غير متوقع ضرب مايازاكي رقم الثلاثين مليار ين ياباني عندما قدم فيلم «المخطوفة» ويحقق ولأول مرة جائزة الأوسكار عام 2003، ثم في العام الذي يليه أخرج فيلم «قلعة هاول المتحركة» والذي رشح أيضا لجائزة الأوسكار.
كما هو ميكي ماوس الشخصية الأبرز في استوديوهات والت ديزني فإن التوتّورو هو الشخصية الأبرز في إستوديو غيبلي هو في الحقيقة شعار ذلك الاستديو الذي أسسه ويرأسه ويملكه هايو ميازاكي بمساعدة سوزوكي وإساو تاكاهاتا والموسيقار الخارق للعادة جو هيسايشي (بيتهوفن لكنه ياباني).

## الأعمال

### أفلام
| السنة | الفيلم                       | مخرج | سيناريو | منتج  | ملاحظة         |
| ----- | ---------------------------- | ---- | ------- | ----- | -------------- |
| 1979  | لوبين الثالث: قلعة كاجليسترو | نعم  | نعم     | لا    |                |
| 1984  | ناوسيكا أميرة وادي الرياح    | نعم  | نعم     | لا    | مقتبس من مانغا |
| 1986  | قلعة في السماء               | نعم  | نعم     | لا    |                |
| 1988  | جاري توتورو                  | نعم  | نعم     | لا    |                |
| 1989  | كيكي لخدمة التوصيل           | نعم  | نعم     | نعم   |                |
| 1991  | مطر الذكريات                 | لا   | لا      | حصري  |                |
| 1992  | بوركو روسو                   | نعم  | نعم     | لا    | مقتبس من مانغا |
| 1994  | حرب الراكون                  | لا   | لا      | حصري  |                |
| 1995  | همس القلب                    | لا   | نعم     | اشراف |                |
| 1997  | الأميرة مونونوكي             | نعم  | نعم     | لا    |                |
| 2001  | المخطوفة                     | نعم  | نعم     | لا    |                |
| 2004  | قلعة هاول المتحركة           | نعم  | نعم     | حصري  |                |
| 2008  | بونيو                        | نعم  | نعم     | حصري  |                |
| 2010  | آريتي المقترضة               | لا   | نعم     | حصري  |                |
| 2011  | من أعلى تلة الخشخاش          | لا   | نعم     | لا    |                |
| 2013  | صعود الرياح                  | نعم  | نعم     | لا    | مقتبس من مانغا |
| 2023  | كيف تعيش؟                    | نعم  | نعم     | لا    |                |

### مسلسلات
- عدنان ولينا (1978)

## وصلات خارجية
- هاياو ميازاكي على موقع IMDb (الإنجليزية)
- هاياو ميازاكي على موقع ميتاكريتيك (الإنجليزية)
- هاياو ميازاكي على موقع الموسوعة البريطانية (الإنجليزية)
- هاياو ميازاكي على موقع روتن توميتوز (الإنجليزية)
- هاياو ميازاكي على موقع مونزينجر (الألمانية)
- هاياو ميازاكي على موقع قاعدة بيانات الأفلام العربية
- هاياو ميازاكي على موقع ألو سيني (الفرنسية)
- هاياو ميازاكي على موقع ميوزك برينز (الإنجليزية)
- هاياو ميازاكي على موقع تيرنر كلاسيك موفيز (الإنجليزية)
- هاياو ميازاكي على موقع أول موفي (الإنجليزية)